# Weltuntergang: Das Gewitter-Inferno
Weltuntergang: Das Gewitter-Inferno (auch Blitzschlag: Das Gewitter-Inferno; engl. Originaltitel: Lightning: Bolts of Destruction) ist ein kanadischer Katastrophenfilm aus dem Jahr 2003 mit Joanna Pacuła in der Hauptrolle.

## Handlung
Die renommierte Meteorologin Valery Landis befürchtet das Schlimmste, als ihre Heimatstadt Bell’s Point im US-Bundesstaat Oregon von schweren Gewittern heimgesucht wird. Im Rahmen einer Versuchsreihe macht sie eine schreckliche Entdeckung: gewaltige Unwetter zwischen Tokio und München drohen zu einer verheerenden Gewitterfront zu verschmelzen. Valerys Vermutung: globale Unwetter von unvorstellbarem Ausmaß werden die Erdatmosphäre dramatisch verändern und eine neue Eiszeit hervorrufen – damit stünde der Menschheit eine todbringende Katastrophe bevor. Doch Valerys Warnungen bleiben ungehört. Weder ihr Vorgesetzter noch die eingeschalteten Behörden oder das Militär um General Fields glauben der engagierten Forscherin. So kann Valery nur auf die Unterstützung ihres Ehemannes Mark, der mit wissenschaftlichen Untersuchungen am Nordpol beschäftigt ist, und ihres Sohnes Jeremy setzen. Schließlich entwickelt Valery einen Plan, mit dem sie das drohende Unheil abwenden will. Doch das Vorhaben ist äußerst riskant. Nachdem sich das Militär unter General Fields weigert, das gefährliche Unternehmen zu unterstützen, riskieren Valery und Mark Karriere, Reputation und Leben, um die bevorstehende Naturkatastrophe abzuwenden.

## Kritiken
Die Kritiker der Fernsehzeitschrift TV Spielfilm urteilten über den „TV-Katastrophenfilm ohne Geistesblitze“, seine „miese Story und stümperhafte Synchronisation verhageln die Stimmung“. Das passende Fazit lautete demzufolge: „Donnerwetter: doofe Story in Billigsynchro“.